# Scotia Speedworld
Scotia Speedworld est un circuit de course automobile de type stock-car situé à Enfield, Nouvelle-Écosse au Canada, à environ 40 km du centre-ville de Halifax. En opération depuis mai 1988, la piste est un ovale en forme de D de 3/10 de mile (483 m).
En plus de courses locales, Scotia Speedworld présente annuellement des manches du Maritime Pro Stock Tour, dont sa course phare Atlantic Cat 250, une épreuve de 250 tours. Créée en 1999, cette course était à l'origine au calendrier de la défunte série International Pro Stock Challenge. De 2001 à 2008, elle était inscrite au calendrier de la série PASS North et depuis 2009, elle est inscrite à celui du Maritime Pro Stock Tour.

## Vainqueurs de la course Atlantic Cat 250
- 1999 Scott Fraser
- 2000 John Flemming
- 2001 Louie Mechalides
- 2002 Ben Rowe
- 2003 Ben Rowe
- 2004 Johnny Clark
- 2005 Mike Rowe
- 2006 Johnny Clark
- 2007 Mike Rowe
- 2008 Travis Benjamin
- 2009 Lonnie Sommerville
- 2010 Cassius Clark
- 2011 Ben Rowe
- 2012 Cassius Clark
- 2013 Craig Slaunwhite
- 2014 Dylan Blenkhorn
- 2015 Cassius Clark